# Roemeense dialecten

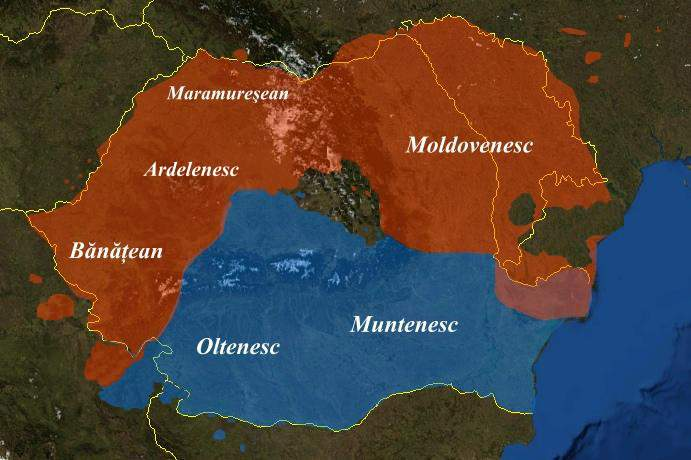
Dialecten in Roemenië

Er zijn zes "grote" Roemeense dialecten.
Het Moldovenesc (Moldavisch), dat wordt gesproken in de historische regio Moldavië, en in de Donau-delta.
Het Ardelenesc (Transsylvaans) wordt gesproken in Transsylvanië, maar vooral in het westen van het land.
Het Maramureșean (Maramurisch), is een dialect in het noordwesten van Roemenië, in het gebied Maramureș.
In het Banaat wordt het Bănățean gesproken.
Het Oltenesc en Muntenesc wordt gesproken in de historische regio Walachije, en in een grote deel van Dobroedzja, aan de kust.
Er zijn twee open plekken, in het midden van Roemenië wonen de Szeklers (Hongaren, ze noemen zichzelf de Szeklers), en in het andere, in Boedzjak, wonen de Bulgaren en Gagaoezen.